# Pellionia robusta
Pellionia robusta är en nässelväxtart som beskrevs av Jacob Gijsbert Boerlage. Pellionia robusta ingår i släktet Pellionia och familjen nässelväxter. Inga underarter finns listade i Catalogue of Life.